# Бабакс рудий
Ба́бакс рудий (Pterorhinus koslowi) — вид горобцеподібних птахів родини Leiothrichidae. Ендемік Китаю. Вид названий на честь російського географа Петра Козлова

## Опис
Довжина птаха становить 27,5-30 см. Забарвлення тьмяно-рудувато-коричневе, горло сірувате.

## Підвиди
Виділяють два підвиди:
- P. k. koslowi (Bianchi, 1905) — схід Тибету і південний схід Цинхаю;
- P. k. yuquensis (Li, D & Wang, Z, 1979) — південно-східний Тибет.

## Поширення і екологія
Руді бабакси живуть в ялівцевих лісах і чагарникових заростях. Зустрічаються на висоті від 3650 до 4500 м над рівнем моря. Гніздяться з травня по липень, в кладці 3-4 яйця.

## Збереження
МСОП класифікує стан збереження цього виду як близький до загрозливого. Руді бабакси є рідкісним і малодослідженим видом, яким загрожує знищення природного середовища.